# 尉迟宝琳
尉迟宝琳（約617年—660年代），字元瑜，朔州善阳人，唐代名将尉迟敬德之子，唐朝国公、武官。

## 生平
尉迟宝琳，唐司徒、并州都督、鄂国公尉迟敬德之子。《旧唐书》《新唐书》均未为其立传，故生平事迹不详。《旧唐书》只是简单记载：“子卫尉卿宝琳。”据1971年出土的《尉迟敬德墓志铭》得知，尉迟宝琳官至银青光禄大夫、上柱国、卫尉少卿。子尉迟循毓，潞王府仓曹参军。宝琳一女嫁秦琼子秦？道（墓志铭阙字），一孙女嫁许敬宗之子。
陕西鄠县（今之户县）云际山寺的《唐人写经》，卷尾书有“龙朔二年（公元662年）七月十五日右卫将军鄂国公尉迟宝琳，与僧道爽及鄠县有缘知识等，敬于云际山寺洁净写一切尊经”等款。
南宋陈思道人《宝刻丛编》“京兆府礼泉县”条记载“唐司卫卿尉迟宝琳碑，侍中中书令行右丞相许敬宗撰，膳部员外郎值弘文馆王知敬书。宝琳字元瑜，敬德之子，官至司卫卿，碑以咸亨元年正月立”，则尉迟宝琳卒年应在咸亨元年（670年）之前。